# رونالد جونسون (شاعر)
رونالد جونسون (بالإنجليزية: Ronald Johnson)‏ هو شاعر أمريكي، ولد في 25 نوفمبر 1935، وتوفي في 4 مارس 1998.